# Стюарт, Фрэнсис Тереза
Фрэнсис Тереза Стюарт, герцогиня Ричмонд и Леннокс (англ. Frances Teresa Stewart, Duchess of Richmond and Lennox; 8 июля 1647, Париж — 15 октября 1702) — английская аристократка, фаворитка короля Карла II, известная тем, что отказалась быть его любовницей. После замужества в 1667—1672 годах носила титулы герцогини Ричмонд и герцогини Леннокс.

## Биография
Фрэнсис Тереза Стюарт родилась 8 июля 1647 года в Париже в семье сэра Уолтера Стюарта, члена парламента и придворного врача королевы Генриетты Марии Французской и его жены Софии Кэрью.
Прожив во Франции до 16 лет, Фрэнсис была отправлена в Англию вдовствующей королевой Генриеттой Марией в качестве фрейлины, где она затем вошла в свиту Екатерины Брагансской, супруги короля Карла II. Король Карл II влюбился в Фрэнсис и стал уделять ей внимание как к фаворитке. В 1667 году он намеревался развестись с женой, чтобы жениться на Фрэнсис, но получил отказ.
В марте 1667 года Фрэнсис вышла замуж за четвероюродного брата короля Чарльза Стюарта (1639—1672), 6-го герцога Ричмонд (1660—1672) и 6-го герцога Леннокс (1660—1672); этот брак был бездетным. В течение долгих лет она сохранила дружеские отношения с королём Карлом II, отказавшись быть его любовницей. После того как она овдовела, титулы её мужа были изъяты в корону, а ей была начислена пожизненная пенсия в 1000 фунтов стерлингов в год.
В 1688 году присутствовала при рождении наследника престола Джеймса Эдуарда, сына короля Якова II и его супруги Марии Моденской и была одним из официальных лиц, которые подписали свидетельство перед советом.
В апреле 1702 года она присутствовала на коронации королевы Анны.
Скончалась 15 октября 1702 года в возрасте 55 лет; большую часть её имущества унаследовал дальний родственник Александр Стюарт, 5-й лорд Блантайр (ум. 1704).

## В искусстве и фалеристике

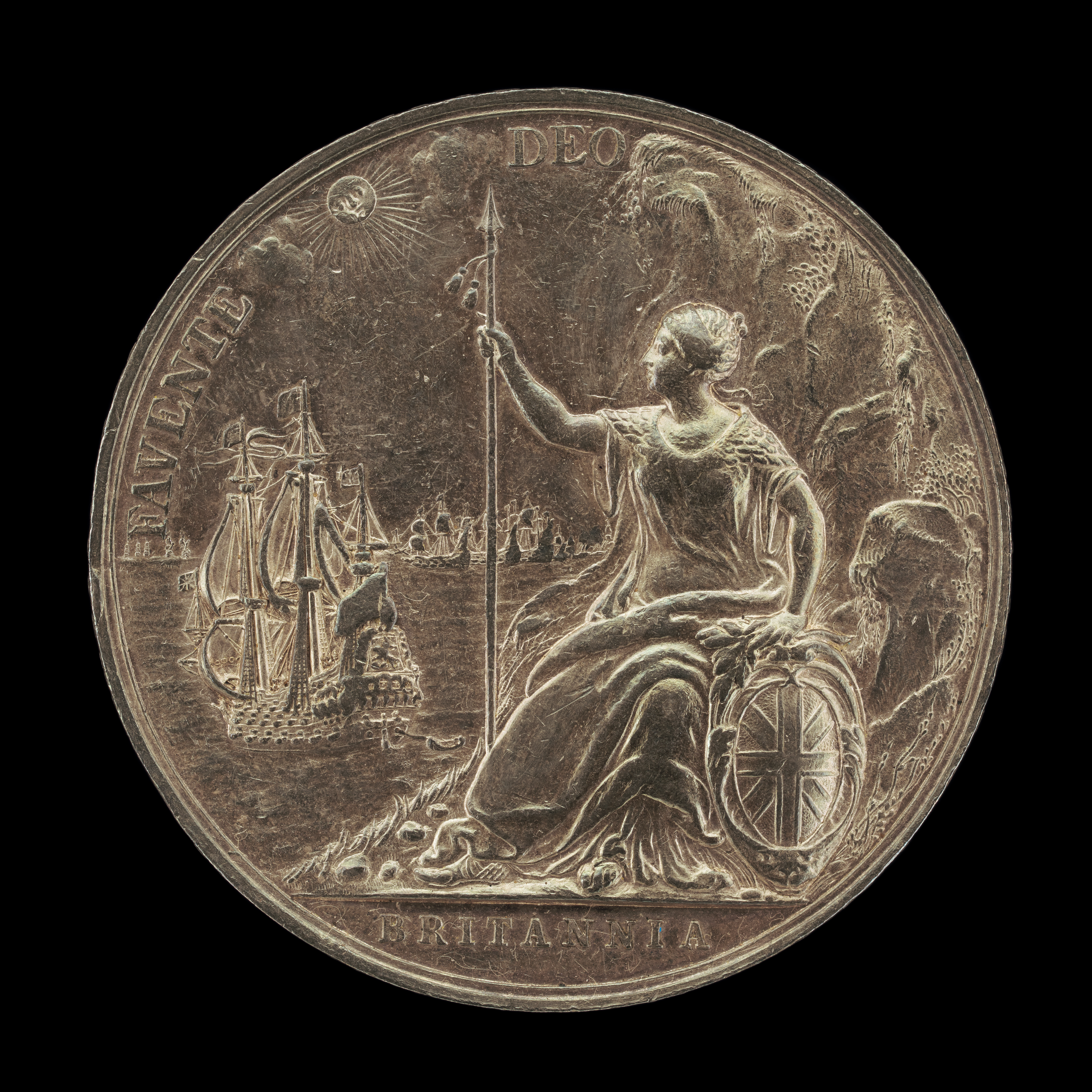
Реверс медали, предположительно изображающий Фрэнсис Стюарт в виде Британии

Вошла в серию портретов «Виндзорские красавицы» художника Питера Лели.
После второй англо-голландской войны, в Англии в 1667 году была выпущена памятная медаль, посвящённая Бредскому соглашению. Сэмюэл Пипс предполагал, что именно лицо Фрэнсис было использовано в качестве модели, для изображения Британии. Затем Джон Роэттир адаптировал изображение на реверсах монет, которые стали выпускаться с 1672 года.